# Aménagements de rivière en Angleterre
Dès les XVIe et XVIIe siècles, quelque 29 aménagements de rivière en Angleterre améliorèrent la circulation des marchandises.

## Généralités
Les travaux de l'historien anglais Tony Stuart Willan ont montré au début du XXe siècle l'importance de la navigation fluviale aux XVIIe et XVIIIe siècles en Grande-Bretagne, et sa grande complémentarité avec le cabotage puis avec la circulation marchande sur les canaux à partir de la seconde partie du XVIIIe siècle.

## XVIe-XVIIesiècle
Ce mouvement a commencé au XVIe siècle par les écluses de la Tamise, dont la longueur navigable était deux fois plus modeste que celle de la Seine, et s'accéléra vers 1700, permettant la croissance de l'extraction charbonnière et de nombreux trafics pré-industriels.
Les famines constatées à la fin du XVIIe siècle entrainèrent un besoin en capacités de stockage et de transport, d'où les « énormes investissements », selon Fernand Braudel, dans ces aménagements de rivière, qui portèrent les voies navigables du pays, dans le premier quart du XVIIIe siècle, à 1160 milles, plus aucun point du territoire n'étant alors situé à plus de 15 milles d'un transport par eau. 
L'urbanisation rapide de la partie sud-est de l'Angleterre, en particulier de Londres et Norwich, créa aussi des besoins de matériaux de construction (briques, verre) et de chauffage, nécessitant l'acheminement de charbon plutôt que du bois.

## XVIIIesiècle
Quatre projets importants furent lancés dans les années qui suivirent la Glorieuse Révolution de 1688, provoquant la révolution financière britannique et un développement des transports, par ailleurs observé sur le plan routier avec la loi de 1707 des Turnpike Trusts, organismes indépendants chargés de leur côté de collecter des péages sur le trafic routier pour améliorer les routes.
- En 1698, la navigation sur le River Dee est améliorée jusqu'à Chester dans le Pays de Galles[5]. La même année dans le Lancashire, le raffineur de cuivre Thomas Patten avait  rendu la  rivière Mersey navigable jusqu'à sa ville de Warrington, en évacuant les bicoques de pêcheurs, ce qui permettait aux bateaux venant d'approvisionner sa fonderie de Bank Quay avec du cuivre d'Irlande ou de Cornouailles, les barres de cuivre étant ensuite échangées en Afrique contre des esclaves, commerce qui lui permit de faire construire le château de style renaissance de Warrington Town Hall, dans la ville de Warrington[6]. Dans une lettre à un ami, il conseillait de poursuivre le travail jusqu'à Manchester[7], mais il faudra attendre 1734 pour que la Mersey and Irwell Navigation soit achevée.

- En 1699, la législation permit l'ouverture de l'Aire and Calder Navigation qui prit effet en 1703, avec les premières écluses modernes, et des détours pour éviter les passages où l'eau de la rivière était trop peu profonde ou trop irrégulière. Une autre loi permit peu après le lancement en 1712 de la Trent Navigation tracée par George Hayne[8].

- Les années 1719-1721, avec l'arrivée au pouvoir de Robert Walpole, chef de gouvernement du parti Whig, virent une nouvelle vague de lois sur l'aménagement des rivières, dont au moins cinq d'importance.

- En 1721, la Weaver Navigation, réclamée par les producteurs de sel menés par John Egerton de Oulton, John Amson de Leese et Richard Vernon de Middlewich, se met en place sous forme de public trust, dont les péages revenaient au comté. La navigation ouvrit en 1732 et une loi supplémentaire l'autorisa en 1734 jusqu'à Nantwich, dans le Cheshire. Le tonnage de charbon transporté tripla, de 13,297 tonnes en 1760 à 43,602 tonnes en 1790 puis 85,000 tonnes en 1800[9].

- De 1723 à 1727, trois autres décisions furent appliquées: la Kennet Navigation, tracée par John Hore ouvrit en 1723, et la Mersey and Irwell Navigation en 1725, suivie par la Bristol Avon Navigation en 1727.

- En 1734, la Mersey and Irwell Navigation est terminée.

- En 1743, Navigation Douglas était enfin finie, après un vote du parlement datant de 1720. La moitié du charbon du sud-ouest Lancashire passait par la Navigation Douglas en 1760. Le charbon servait en particulier aux usines de raffinage du sel de la région de Liverpool.

- En 1758, la Calder and Hebble Navigation de l'ingénieur John Smeaton s'ouvrit au trafic.

- Après 1772, une série d'écluses fut agrandie sur la Tamise entre Maidenhead et Reading[10].

La principale conséquence fut que la plupart des terres anglaises se trouvaient dès cette époque à une distance inférieure à 15 kilomètres de la plus proche voie navigable, à l'exception notable de Birmingham et du Staffordshire